# Château-la-Vallière
Château-la-Vallière je naselje in občina v osrednjem francoskem departmaju Indre-et-Loire regije Center. Leta 2009 je naselje imelo 1.614 prebivalcev.

## Geografija
Kraj leži v pokrajini Anjou ob reki Fare, 35 km severozahodno od Toursa.

## Uprava
Château-la-Vallière je sedež istoimenskega kantona, v katerega so poleg njegove vključene še občine Ambillou, Braye-sur-Maulne, Brèches, Channay-sur-Lathan, Couesmes, Courcelles-de-Touraine, Hommes, Lublé, Marcilly-sur-Maulne, Rillé, Saint-Laurent-de-Lin, Savigné-sur-Lathan, Souvigné in Villiers-au-Bouin z 9.968 prebivalci.
Kanton Château-la-Vallière je sestavni del okožja Tours.

## Zanimivosti
- ruševine trdnjave Château de Vaujours iz 12. do 15. stoletja, francoski zgodovinski spomenik,
- notredamska cerkev.